# Vonnas
Vonnas település Franciaországban, Ain megyében. Lakosainak száma 3233 fő (2022. január 1.). Vonnas Biziat, Chanoz-Châtenay, Chaveyriat, Mézériat, Neuville-les-Dames, Perrex, Saint-Julien-sur-Veyle és Sulignat községekkel határos.

## Népesség
A település népessége az elmúlt években az alábbi módon változott:
| Lakosok száma | 1835 | 2505 | 2381 | 2623 | 2919 | 2926 | 2961 | 3181 | 3198 | 3233 |
|               | 1968 | 1982 | 1990 | 2006 | 2013 | 2015 | 2017 | 2019 | 2020 | 2022 |